# 이양연
이양연(李亮淵,1771~1853)은 조선 후기의 문인이다. 생전은  영조 47년(1771)에서 철종 4년(1853)에 이른다.
저술에는 침두서(枕頭書) 및 임연당집(臨淵堂集)등이 있다.

## 미장조
迷藏鳥(미장조) 뻐꾹새
遠遠迷藏鳥
꼭꼭 숨어라 뻐꾹새야
迷藏岑樾春
높은 나무 그늘에 꼭꼭 숨어라
藏身鳴自衒
몸을 숨기고 울음 소리로 자랑하니
愧爾隱非眞
너가 정말 숨은건지 창피하다.

## 같이 보기
- 송계만록(권응인)